# Đăng cao

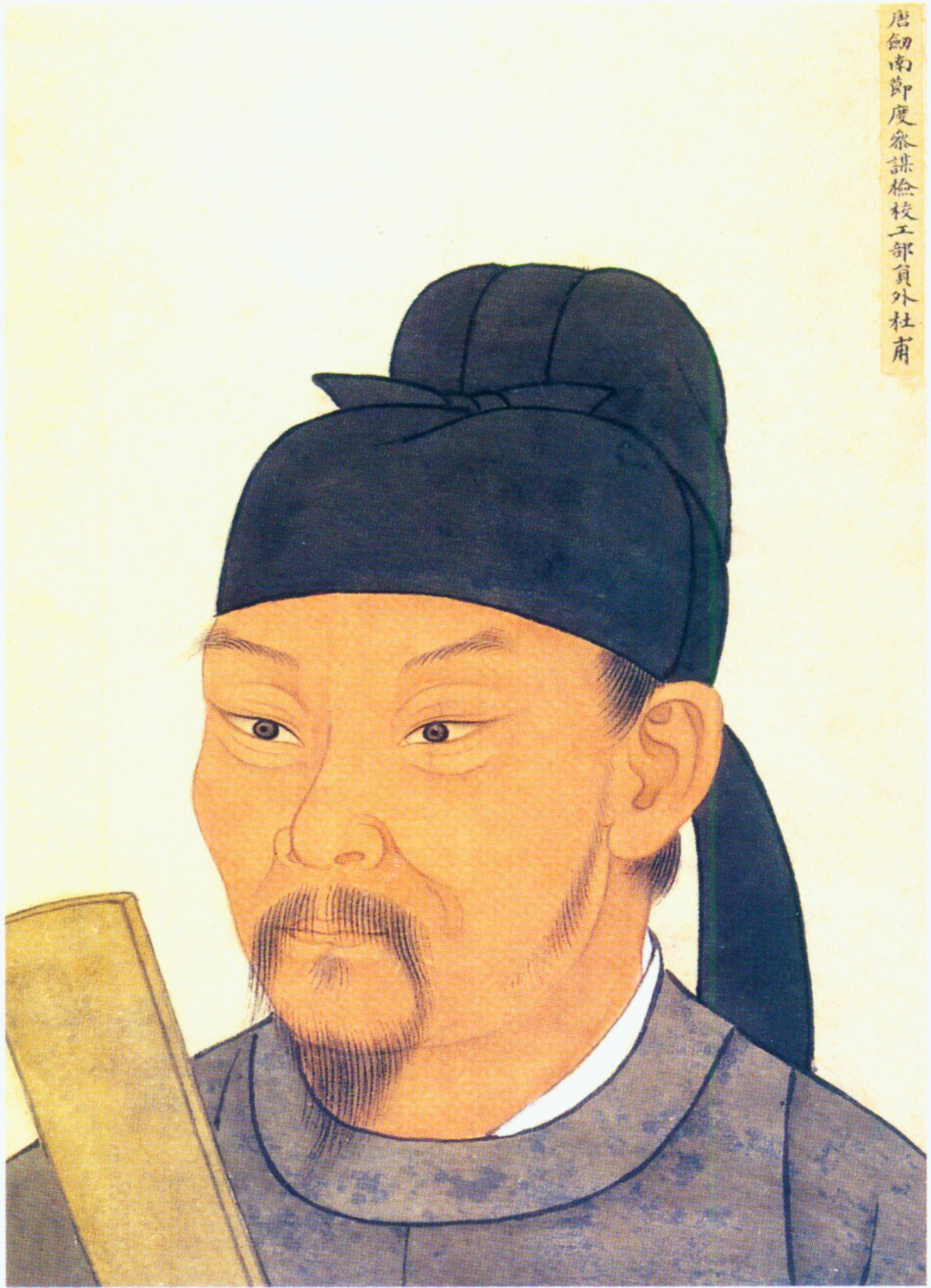
Đỗ Phủ (tranh họa)

Đăng cao (chữ Hán: 登高, Lên cao) hay Cửu nhật đăng cao (Ngày tiết Trùng cửu lên cao) của Đỗ Phủ (杜甫, 712 - 770) là một trong số những bài thơ hay và nổi tiếng trong nền văn học cổ đại Trung Quốc.

## Hoàn cảnh ra đời
Tháng 11 năm 755, tướng An Lộc Sơn khởi binh chống nhà Đường.
Năm đầu Bảo Ứng (762), quan Thiếu doãn Thành Đô (Tứ Xuyên) là Từ Tri Đạo cũng nổi lên làm phản, cho nên Đỗ Phủ lại phải lưu lạc ở vùng Tử Châu, Lãng Châu.
Để lánh thân, Đỗ Phủ định đáp thuyền đi về phía đông thì được tin người bạn tốt là Nghiêm Vũ đến trấn thủ Tứ Xuyên, ông liền từ bỏ ý định rời đất Thục. Nhờ Nghiêm Vũ cất nhắc, ông được bổ làm Tiết độ tham mưu và Kiểm hiệu Công bộ viên ngoại lang (nên ông còn được người đời gọi là Đỗ Công Bộ).
Nhưng chẳng bao lâu, Nghiêm Vũ mắc bệnh mất. Không còn chỗ dựa, năm 765, Đỗ Phủ đưa gia đình rời Thành Đô, phiêu bạt qua một số nơi rồi về tạm ngụ tới Qùy Châu (nay là huyện Phụng Tiết, tỉnh Tứ Xuyên).
Ở Qùy Châu được gần hai năm, ông sáng tác nhiều và phong phú nhất. Ông viết về cảnh non nước, cuộc sống của nhân dân và hồi tưởng về thời tuổi trẻ của mình; trong số đó có những bài rất hay như Thu hứng (tám bài), được sáng tác năm 766 và Đăng Cao được sáng tác vào mùa thu năm 767.
Lịch sử Văn học Trung Quốc tập 2 nêu nhận xét chung:
Thơ ở thời kỳ này (trong số đó có bài Đăng cao), tuy tính chất hiện thực không thay đổi, nhưng tình cảm trong thơ thì đã chuyển từ nồng cháy sang sang trầm tĩnh hơn, âm điệu cũng trở nên bi thương hơn.

## Nguyên tác & bản dịch
| Nguyên tác: 登高 風急天高猿嘯哀， 渚清沙白鳥飛回。 無邊落葉蕭蕭下， 不盡長江滾滾來。 萬里悲秋常作客， 百年多病獨登臺。 艱難苦恨繁霜鬢， 潦倒新停濁酒杯。 | Phiên âm Hán - Việt: Đăng cao Phong cấp, thiên cao, viên khiếu ai, Chử thanh, sa bạch, điểu phi hồi. Vô biên lạc diệp tiêu tiêu hạ, Bất tận trường giang cổn cổn lai. Vạn lý bi thu thường tác khách, Bách niên đa bệnh độc đăng đài. Gian nan khổ hận phồn sương mấn, Lạo đảo tân đình trọc tửu bôi. | Dịch nghĩa: Lên cao Gió thổi, trời cao, tiếng vượn kêu rầu rĩ, Bến nước trong, làn cát trắng, chim bay liệng vòng. Ngàn cây bát ngát lá rụng xào xạc, Dòng sông dằng dặc, nước cuồn cuộn trôi. Muôn dặm thu buồn, xót thân thường nơi đất khách, Suốt đời quặt quẹo, một mình lên ngắm trên đài. Gian khổ uất hận, mái tóc thêm ngả màu sương, Lận đận vì mang nhiều bệnh mới phải ngừng chén rượu đục. |

## Nhận xét
Đăng cao cũng giống như tám bài Thu hứng, đều là thơ trữ tình, làm theo thể thơ luật (thất ngôn bát cú) và đều là những bài rất hay. Tuy nhiên, dù là thơ tự sự, trữ tình hay kết cả hai, thơ Đỗ Phủ đều có đặc điểm chung là thâm trầm, cô động. 
Phong cách ấy là sự thống nhất giữa kinh nghiệm sống, cá tính, tư tưởng của nhà thơ; đồng thời nó cũng thể hiện thái độ lao động nghệ thuật nghiêm túc: "chữ dùng chưa kinh người, chết cũng chưa yên".
Trích ý kiến GS. Nguyễn Khắc Phi: 
Giống như nhiều bài thơ bát cú Đường luật khác, Đăng Cao chia làm hai phần (mỗi phần 4 câu), phần trên nặng cảnh nhẹ tình, phần dưới nặng tình nhẹ cảnh. Tống Tôn Nguyên nhận xét "Bốn câu trên nói những điều nhìn thấy lúc lên cao, bốn câu dưới nói những điều xúc cảm lúc lên cao" (thượng tứ cú đăng cao sở kiến, hạ tứ cú đăng cao sở cảm).
Và thông thường, thơ Đường luật chỉ cần đối ở hai cặp giữa. Đặc biệt, ở Đăng cao, tất cả bốn cặp câu đều đối rất chỉnh mà vẫn tự nhiên; trong thơ cổ, rất ít bài được như vậy.
Trong bài thơ, trọng điểm ở bốn câu đầu là tả cảnh, song trong cảnh đã thoáng lộ tình buồn (qua tiếng vượng kêu bi ai, qua cảnh lá rơi tơi tả), nhưng xao động, dữ dội (qua làn gió thổi gấp, cánh chim liệng vòng, sóng nước cuồn cuộn).
Ở bốn câu cuối, chủ yếu là tả nỗi lòng của Đỗ Phủ lúc lên cao: buồn và ngao ngán vì mãi phải "làm khách tha hương, cô đơn, già yếu và lắm bệnh".
Qua đó, có thể nói Đăng cao là một bài thơ buồn, rất buồn. Cảnh buồn, tình buồn. Nhưng không buồn sao được khi đất nước chìm đắm mãi trong loạn ly, khi nhân dân chịu đựng mãi cảnh đau thương hoạn nạn và bản thân ông thì: đói khổ, già yếu, bệnh tật, gia đình ly tán…Nhưng đây không phải là một thứ tình cảm bi lụy vì đằng sau đó vẫn thấy cả một sự vận động, trăn trở của một tâm hồn lớn...